# We Love You (Combichrist album)
We Love You är det sjunde studioalbumet från Andy LaPlegua i hans musik projekt Combichrist.

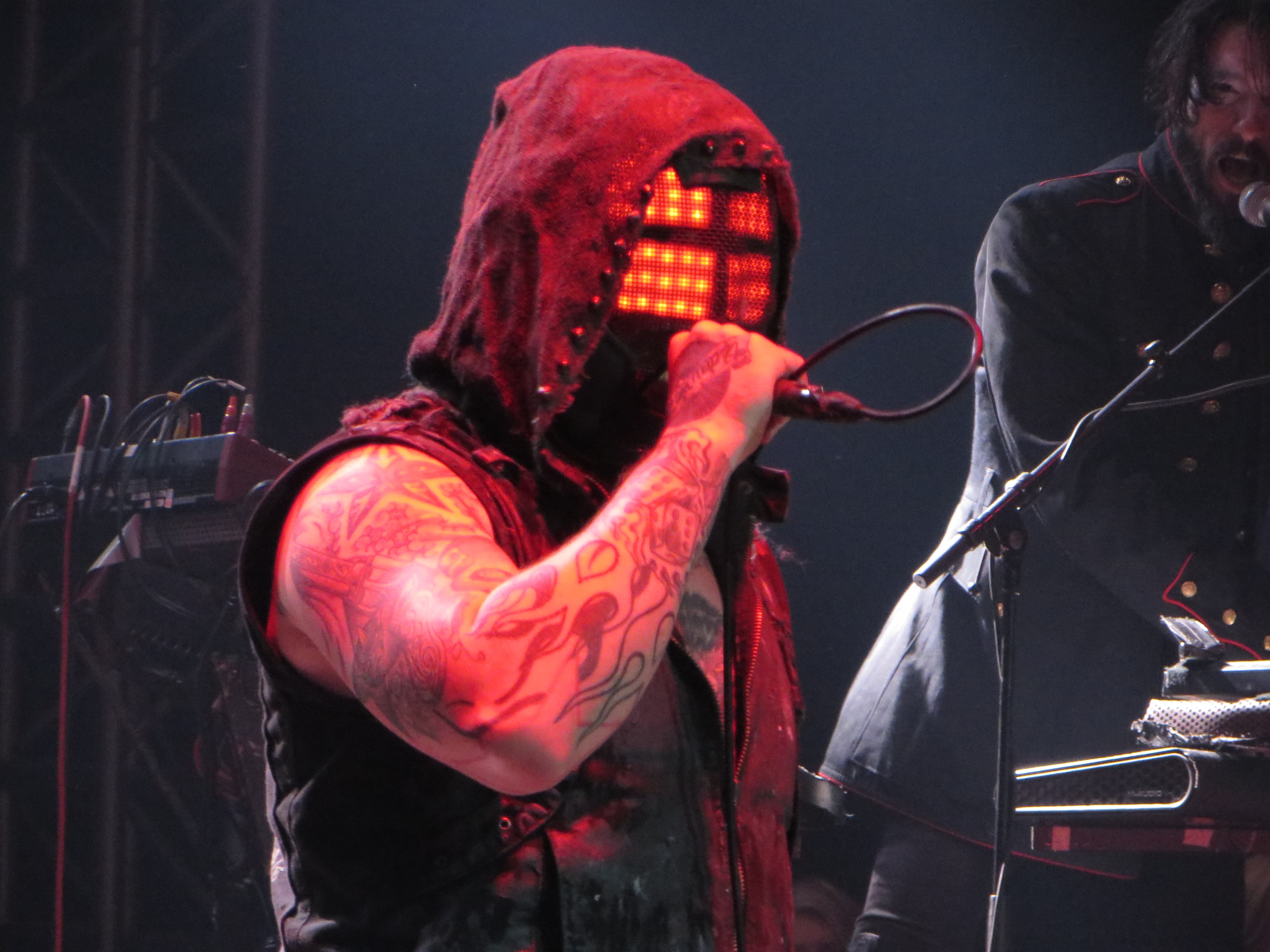
Andy LaPlegua - Combichrist

Genrer: Industrial Metal / Aggrotech / EBM / Metalcore / Punkrock

## Låtlista

### We Love You
1. We Were Made To Love You
2. Every Day Is War
3. Can't Control
4. Satans Propaganda
5. Maggots At The Party
6. Denial
7. The Evil In Me
8. Fuck Unicorns
9. Love Is A Razorblade
10. From My Cold Dead Hands
11. We Rule The World, Motherfuckers
12. Retreat Hell Part. 01
13. Retreat Hell Part. 2

### The Art of Riots
1. The Plan
2. Confrontation
3. Skull Breaker
4. Riot Station
5. Norwega
6. The King Has Spoken